# Lubraniec
Lubraniec – miasto w Polsce w województwie kujawsko-pomorskim, w powiecie włocławskim, siedziba gminy miejsko-wiejskiej Lubraniec. Położone nad rzeką Zgłowiączką. Według danych GUS z 31 grudnia 2022 r. Lubraniec liczył 2741 mieszkańców.

## Położenie
Przez miasto przebiega droga wojewódzka nr 270 (Koło - Brdów - Izbica Kujawska - Lubraniec - Brześć Kujawski). Według danych z 1 stycznia 2011 r. powierzchnia miasta wynosiła 1,97 km².

## Historia

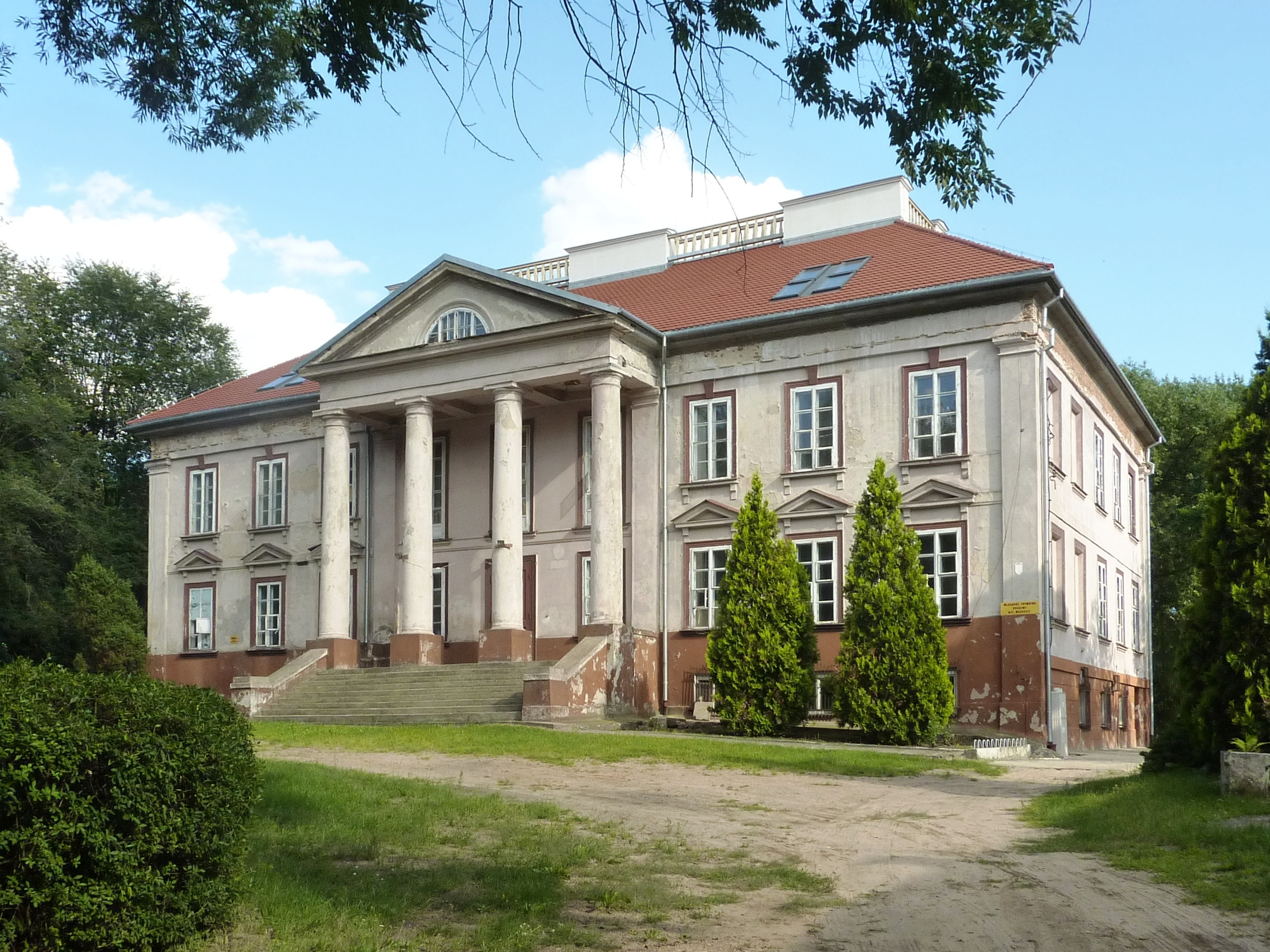
Pałac w Lubrańcu

Jan Godziemba erygował miasto na Kujawach a że użył do tego ludu w trakcie wojny wziętego w niewole nazwane ono było "Ludbraniec". Jego następcy używali tytułu hrabiego Lubrańca usuwając głoskę d, stąd też miasto nazywa się Lubraniec. W okresie reformacji sukcesor Lubrańskich, kalwinista Jakub Chlewiński, w 1562 siłą zbrojną zagarnął siedzibę i majątek miejscowych kanoników laterańskich. W tym samym roku wypędzony został proboszcz Bytonia, wybierany z kanoników w Lubrańcu.
Niemcy podczas okupacji zmienili nazwę miasta na niem. Lubranitz (1939-1942), po czym na Lutbrandau (1943-1945).
W okresie okupacji hitlerowcy zniszczyli tutejszą społeczność żydowską, liczącą przed wojną 880 osób. 28 września i 9 listopada 1941 wysiedlono większość Żydów do getta w Łodzi. Pozostałych wymordowano w 1942.
4 kwietnia 1945 na plebanii w Lubrańcu rozpoczęło zajęcia Wyższe Seminarium Duchowne we Włocławku. Jego organizacją zajął się ks. Stefan Wyszyński, późniejszy prymas Polski. W maju 1945 przeniesiono je do Włocławka.
Do 1954 miejscowość była siedzibą gminy Piaski. W latach 1975–1998 miasto administracyjnie należało do woj. włocławskiego.

## Zabytki i inne obiekty

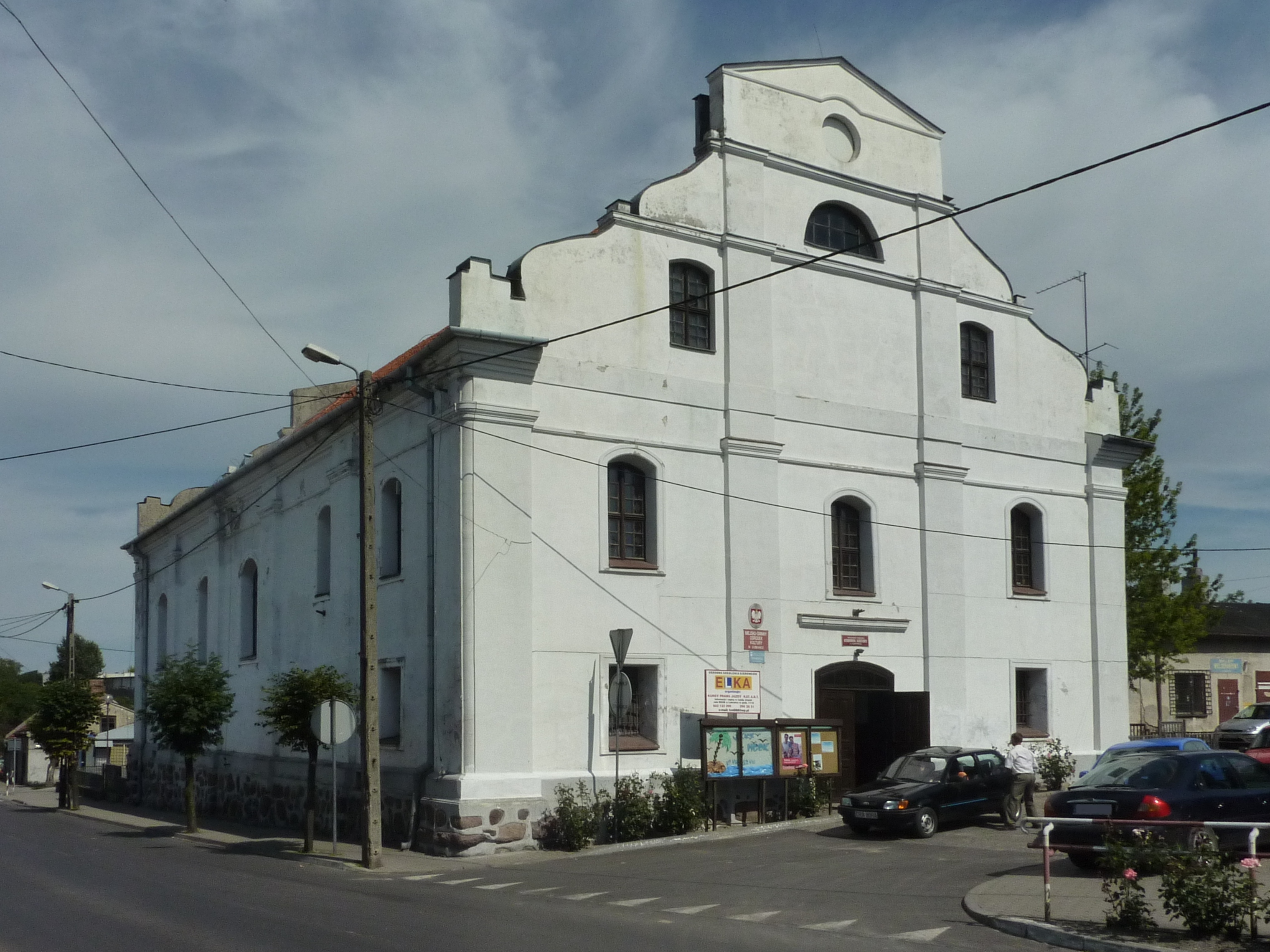
Synagoga w Lubrańcu

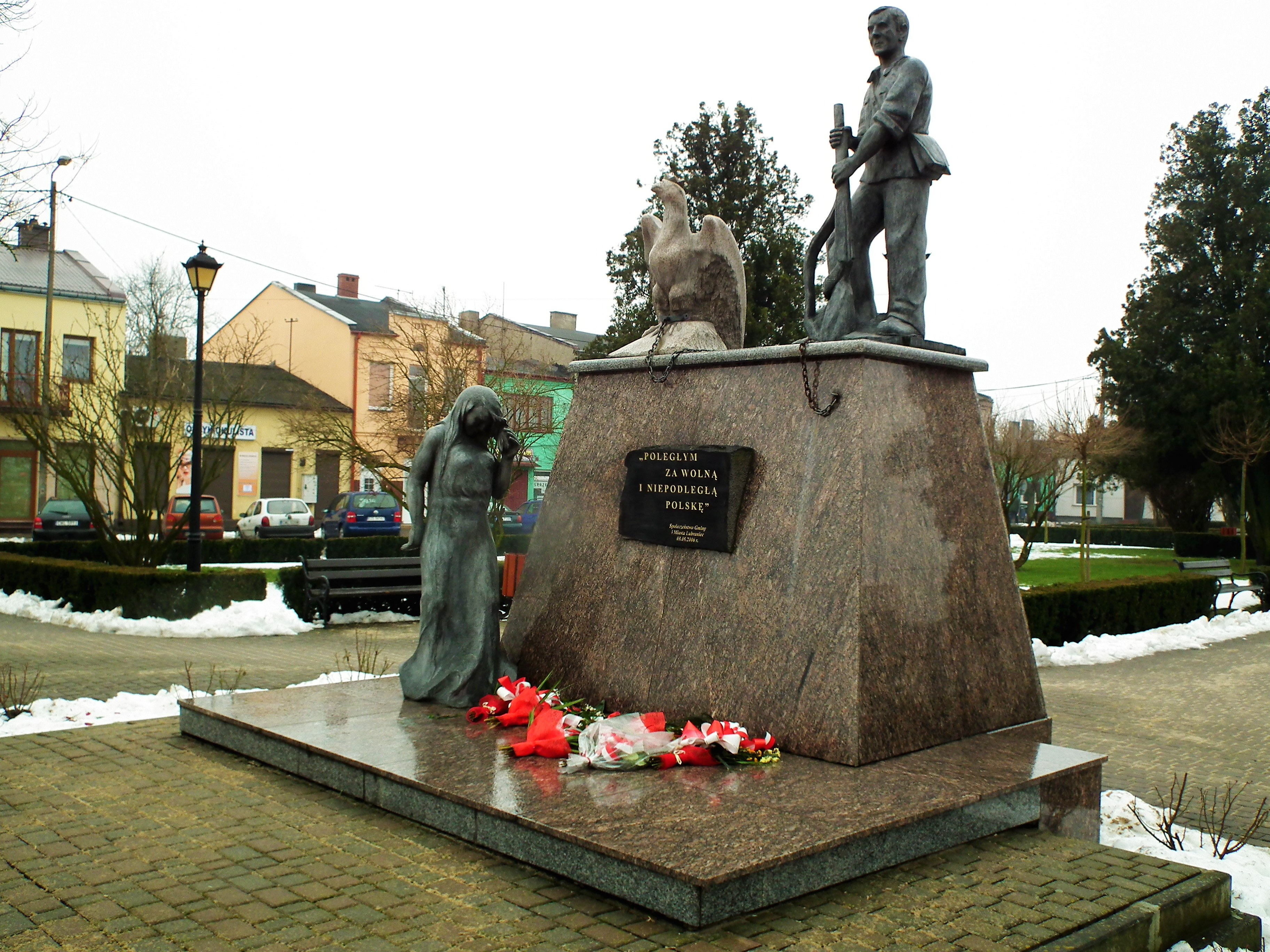
Rynek w Lubrańcu

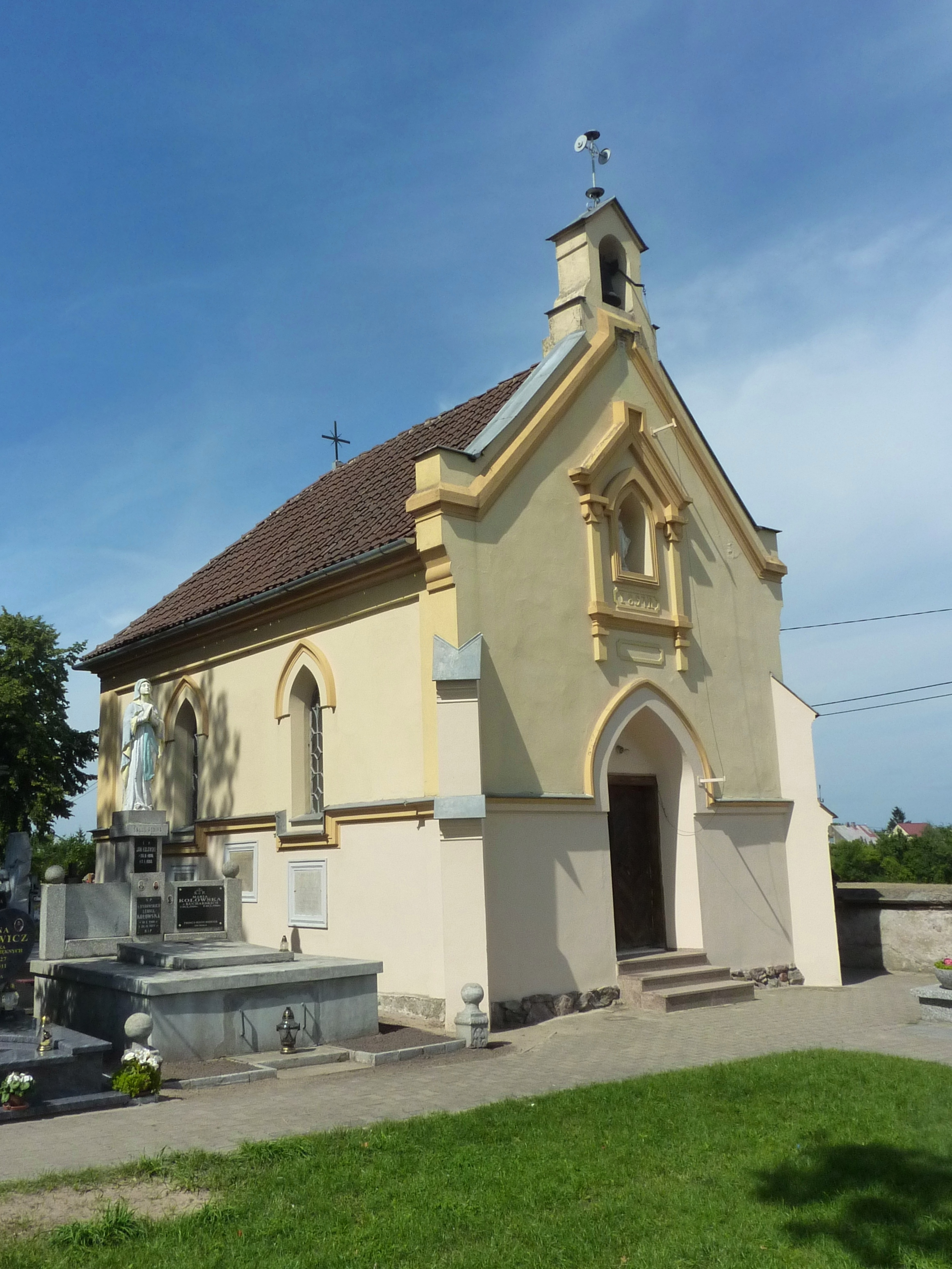
Kaplica św. Anny na cmentarzu w Lubrańcu

- neogotycki kościół parafialny pw. Matki Boskiej Szkaplerznej z 1906 r.
- synagoga z końca XVIII w.
- cmentarz parafialny z kaplicą św. Anny z 1834 r. oraz zespołem zabytkowych nagrobków
- cmentarz żydowski
- zespół pałacowo-parkowy: murowany pałac z 1827 r. projektu Hilarego Szpilowskiego, oficyny przypałacowe z XIX w. oraz park krajobrazowy z 1826 r.
- budynek liceum ogólnokształcącego z lat 1924–1926
- budynek Domu Ludowego z 1930 r.[5]
- dom z XVIII w. (Rynek 23)

## Demografia
Według danych z 31 grudnia 2022 r. miasto miało 2741 mieszkańców.

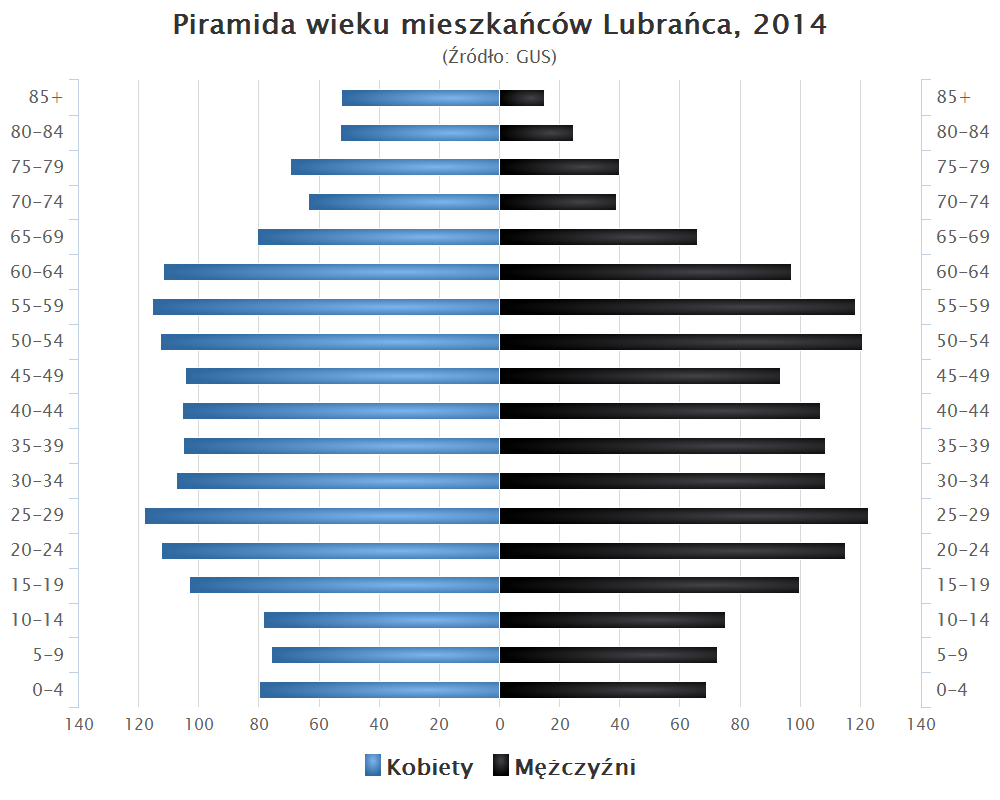
Piramida wieku mieszkańców Lubrańca w 2014 roku

## Sport
Kluby:
- Miejsko-Gminny Klub Sportowy (MGKS Lubraniec) – piłka nożna,
- Miejski Klub Sportowy "Start" (MKS "Start" Lubraniec) – tenis stołowy,
- Klub Sportów Siłowych Husaria Lubraniec - podnoszenie ciężarów.